# 윤인미
윤인미(尹仁美, 1607년 ~ 1675년)는 조선의 문신이다. 본관은 해남. 자(字)는 자수(子壽)이다. 고산 윤선도의 장남이며 예송 논쟁으로 화를 당하자 연좌되어 관직에 임용되지 못하였다. 1675년 숙종 즉위 후 남인이 집권하자 사면되었으나 곧 사망하였다.

## 생애
아버지는 윤선도이고 어머니는 남원 윤씨로 윤돈의 딸이다. 유영길의 손녀이자 유영경의 종손녀인 문화 유씨와 결혼하였다. 1630년(인조 8년) 생원시에 합격하여 생원이 되고 성균관에서 수학하였다. 그 뒤 음서로 출사하여 별검(別檢)을 지냈다. 1662년(현종 3년) 증광문과에 병과로 급제, 권지성균관학유가 되었다. 그러나 예송 논쟁 당시 아버지 윤선도의 문제에 연좌되어 등용되지 못하고, 오히려 13년 금고형을 받았다.
1675년 숙종 즉위 후 남인이 집권하자 사면, 복권되었으며 조봉대부의 품계를 받았으나 곧 사망하였다. 1677년 조봉대부 사간원헌납 지제교 겸 춘추관기주관에 추증되고, 1774년 증손 윤덕희가 가의대부(종2품)에 올랐으므로 증 통훈대부 사간원사간에 추서되었다.

## 같이 보기
- 윤선도
- 유영길
- 유영경
- 예송